# Чангаміре
Чангаміре (*д/н — бл. 1494) — 5-й мвене-мутапа (володар) Мономотапи в 1490—1494 роках.

## Життєпис
Походив з династії Мбіре. Син мвене-мутапи Н'янхехве Матопе. Отримав ім'я Чанга. За панування батька або брата Мукомберо Н'яхуме призначається намісником південносхідної області. Арабські торгівці називали його аміром (еміром). Від поєднання імені та арабізованого титулу виник акронім Чангаміре.
1490 року повстав проти Мукомберо Н'яхуме, якого за підтримки держави Бутуа повалив, а потім стратив. Передав свою колишній підвладну провінцію синові Домбо. Втім сам не мав широкої підтримки. Його влада охоплювала більшу частину сучасної провінції Масвінго, прилеглу до Східного Машоналенду, і простягалася на захід до Західного Машоналенду і фактично зупинялася біля річки Гвело (Гверу), через яку пролягав район Тогви.
1494 року був повалений небожем Чікуйо Чисамаренгу. Проте син загиблого — Домбо — оголосив про свою незалежність, зстворивши державу Розві.